# Eugenia Trinchinetti
Victoria Sauze, född den 17 juli 1997 i Victoria, är en argentinsk landhockeyspelare.

## Karriär
Vid olympiska sommarspelen 2020 i Tokyo var Trinchinetti en del av Argentinas lag som tog silver i landhockey. Hon ingick även i det lag som tog brons i landhockey vid OS 2024.